# 来吧！动物森友会
《来吧！动物森友会》（又译作、，美版又譯“動物之森：新葉”）是一款由任天堂情报開發本部開發并由任天堂發行在任天堂3DS上的生命模擬遊戲。本作是動物森友會系列的第6款作品，也是掌機平台上的第2款作品。
《来吧！动物森友会》在日本發售後引起了巨大的話題性社會效應。本作的零售版与下載版在發售後2个月合計突破200萬套，成爲任天堂3DS在日本市场最賣座的遊戲（截止2018年12月）。在它的帶動下，3DS系列主機在日本銷量也突破了1,000萬台。
《来吧！动物森友会》在2016年晚些时候進行了一次重要的遊戲更新，更新後的遊戲將支持玩偶式以及卡片式的amiibo。同時發售包含了更新的實體版游戏《来吧！动物森友会 Amiibo+》。

## 遊戲玩法
《走出戶外 動物森友會》是一款生活模擬遊戲，游戏内的春夏秋冬与现实时间同步，在遊戲中玩家可以擔任「村長」一職，對動物村莊進行各項管理（如：頒布村莊條例、建設公共工程等）。此外，玩家也可透過任天堂網路訪問彼此城鎮、前往熱帶島嶼（最多四名）和夢境中的村莊。其餘遊戲玩法均與前作相同。

## 故事
一个人類居民在受到邀請後移民到一個動物城镇，但誤打誤撞地接任了鎮長，並與助手西施惠一同管理村庄。

## 登場角色
- 以下為遊戲中的主要角色。

狸克（Tom Nook）
狸貓。性別男。在動物村中開著一間雜貨店。面對剛搬來的居民會強制他們打工外出送貨，藉此好好熟悉村子的一切。
豆狸（Timmy）
狸貓。性別男。粒狸的哥哥。與弟弟都是狸克的學徒。
粒狸（Tommy）
狸貓。性別男。豆狸的弟弟。與哥哥都是狸克的學徒。
程信雄（Pete）
鵜鶘。性別男。是個送信員。
宋信子（Pelly）
鵜鶘。性別女。公所的職員，負責白天工作。宋信美的妹妹。擁有與姐姐完全相反非常溫柔的個性。
西施惠（Isabelle）
小狗。性別女。公所的職員，全天候上班。在本作中首次登場。
宋信美（Phyllis）
鵜鶘。性別女。公所的職員，負責晚上工作。宋信子的姐姐。個性給人的感覺就是位毒舌家。
傅達（Blathers）
貓頭鷹。性別男。博物館的館長。傅珂的哥哥。對於化石以及昆蟲還有魚種有相當的研究，總是讓人問一句答十句。夢想是在博物館裡展示雷龍的化石。
傅珂（Celeste）
貓頭鷹。性別女。天文館的館長。傅達的妹妹。
老闆（Brewster）
鴿子。性別男。博物館地下咖啡廳「鴿子之巢」的老闆。非常話少。泡的咖啡是全村公認最美味的。
K.K.（K.K. Slider）
狗。性別男。是個街頭音樂家。使用的樂器為吉他。以前是在車站前演奏，現在每個禮拜六晚上都會在「鴿子之巢」演奏音樂給客人聽。
電源叔叔（Mr. Resetti）
地鼠。性別男。擁有強烈的正義感，對於做壞事和惡作劇的傢伙絕對不原諒。
海項（Wendell）
海象。性別男。是個放浪畫家。
麻兒（Sable）
刺蝟。性別女。與妹妹絹兒一起在動物村中經營著裁縫店。
絹兒（Mabel）
刺蝟。性別女。與姐姐麻兒一起在動物村中經營著裁縫店。
狐利（Crazy Redd）
狐狸。性別男。不定期出現在動物村開露天商店，販售的商品幾乎都是假貨。

## 開發

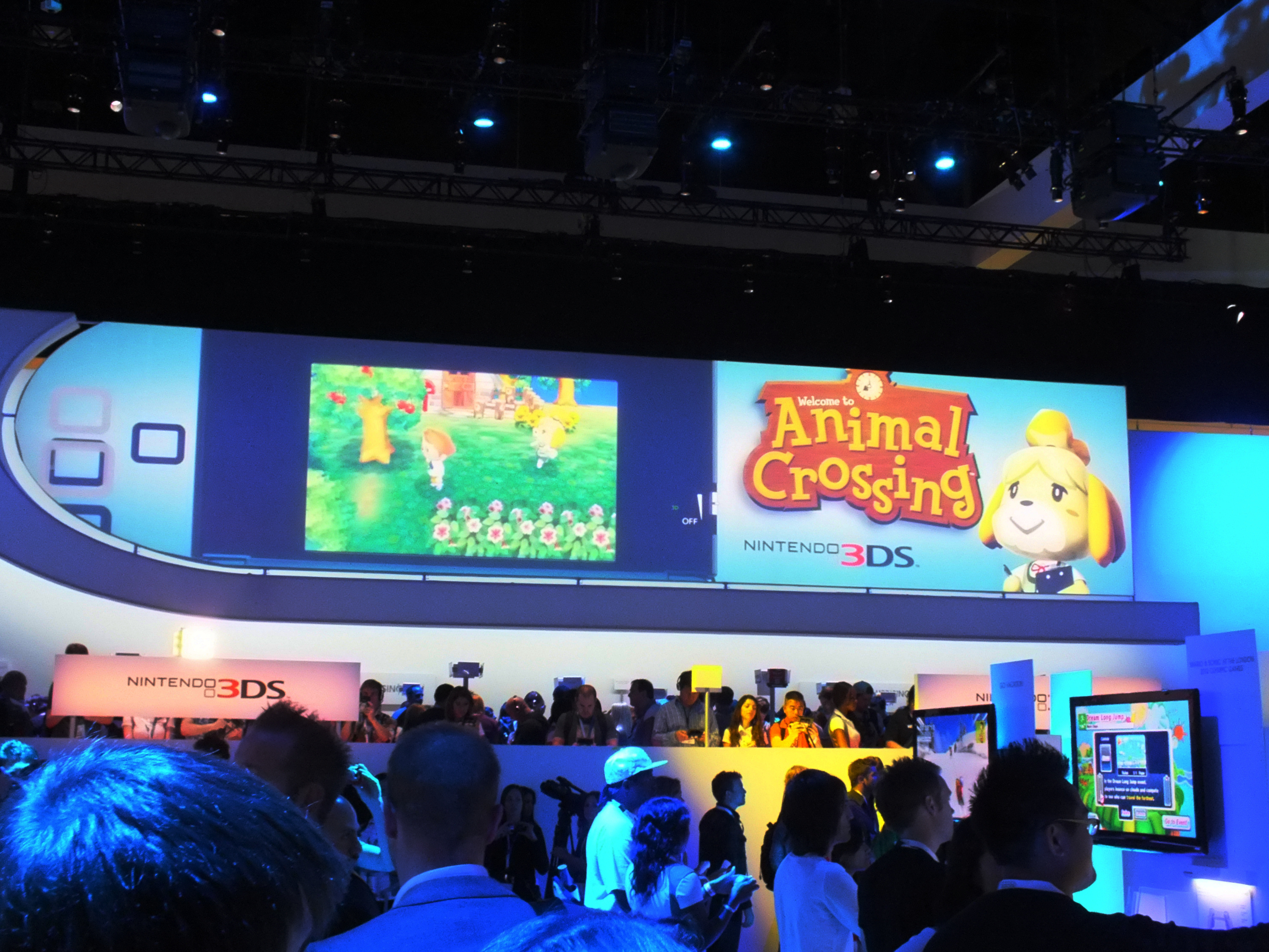
《来吧！动物森友会》在E3 2011的展示廳

### 在地化
《来吧！动物森友会》从2010年立項開始開發；而美版的翻譯及本地化工作耗費了任天堂美國近1年的時間。

## 評價
| 汇总媒体   | 得分   |
| ---------- | ------ |
| Metacritic | 88/100 |

| 媒体          | 得分   |
| ------------- | ------ |
| GameSpot      | 8/10   |
| IGN           | 9.6/10 |
| Joystiq       | [ 13 ] |
| Nintendo Life | 9/10   |
| Polygon       | 9/10   |
| Fami通        | 39/40  |

### 銷售
在2017年7月底公開的第一季（截止至2017年六月）任天堂財報中《走出戶外 動物森友會》在全球已售出1,109萬份，在任天堂3DS上的本家遊戲銷量第七名。

## 外部鏈接
- （日語） 《来吧！动物森友会》官方網站 （页面存档备份，存于）
- （英文） 《動物之森：新叶》官方網站
- （日語） 社長訪談：《来吧！动物森友会》 （页面存档备份，存于）